# Crist-Werft
Die Crist-Werft ist eine Neubau- und Reparaturwerft in Gdynia, Polen.

## Geschichte
Die Crist-Werft wurde im Jahr 1990 in Gdynia gegründet und 2010 in eine Aktiengesellschaft überführt. Sie beschäftigt sich mit Schiffbau und Schiffsreparaturen sowie dem Bau von Konstruktionen für die Meerestechnik, Stahlkonstruktionen und Tiefbaukonstruktionen.
Die Crist-Werft hat eine anspruchsvolle Marktnische im Bereich der Offshore-Konstruktionen gefunden, mit dem Bau von Bargen und Schiffen, die für die Installation von Offshore- und Windkraftanlagen bestimmt sind. Es ist die einzige Werft in Europa, die bereits drei Errichterschiffe für die Installation und Wartung von Meereswindparks konstruiert und gebaut hat.

## Vorwurf der Beschäftigung nordkoreanischer Zwangsarbeiter
Im Jahre 2019 kamen Hinweise auf, dass die Werft möglicherweise nordkoreanische Zwangsarbeiter über ein Geflecht von Subunternehmen beschäftigt. Die Crist-Werft gab an, die ausgebeuteten Arbeiter, einige davon Nordkoreaner, seien beim  Partner Armex beschäftigt gewesen. Nachdem Crist im Laufe der Zusammenarbeit auf die Bedingungen bei Armex aufmerksam geworden sei, habe man diese 2016 beendet. Danach, so Crist, habe man die internen Auflagen für Zulieferer und Subunternehmer verschärft. Ferner berief man sich auf die regelmäßige Arbeitsinspektion bei Partnern und auf dem eigenen Gelände, Zertifizierung und Audits durch Kunden.

## Neubauten (Auswahl)
- 2010: Bau und Ablieferung von drei Schleusentoren für die neue Bremerhavener Kaiserschleuse
- 2010: Ablieferung des Windanlagen-Errichterschiffes Thor
- 2012: Ablieferung des Windanlagen-Errichterschiffes Innovation
- 2013: Ablieferung des Windanlagen-Errichterschiffes Vidar
- 2014: Ablieferung des Kaskos des Pipeline-Verlegeschiffes Ceona Amazon
- 2014: Ablieferung der zwei Spezialschiffe Rubin und Articfjell, die zur automatischen Fütterung von in See befindlichen Fischfarmen dienen
- 2016: Ablieferung des Spezialschiffes Zourite für den Bau einer Küstenautobahn.
- 2016: Ablieferung des Kaskos des französischen Forschungsschiffs L’Astrolabe
- 2017: Ablieferung der finnischen Doppelendfähre Elektra mit elektrischem Antrieb, der von einem 1000 kWh-Akkumulator gespeist wird
- 2017: Ablieferung des Schwimmdocks Marco Polo.[3]
- 2017: Ablieferung der Kaskos der Fischereischiffe Cuxhaven und Berlin
- 2019: Ablieferung der neuen Herjólfur, einer Fähre mit Hybridantrieb für die Vestmannaeyjar, Island

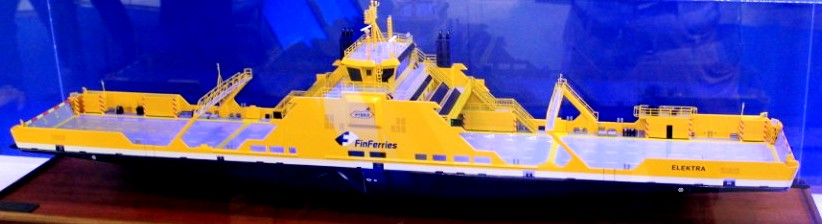
Modell der Elektra
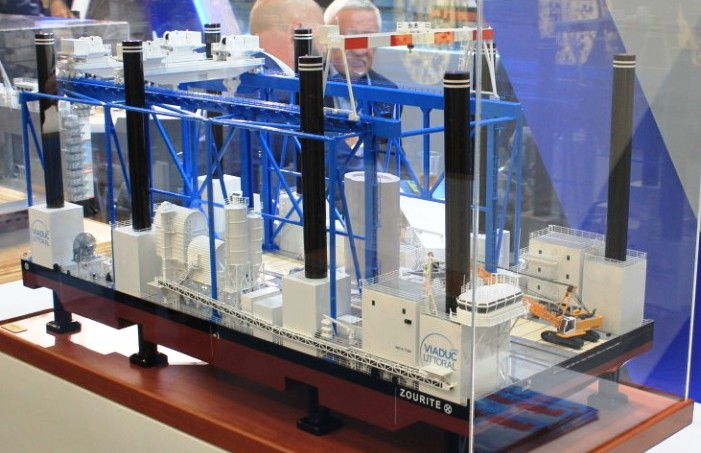
Modell der Zourite
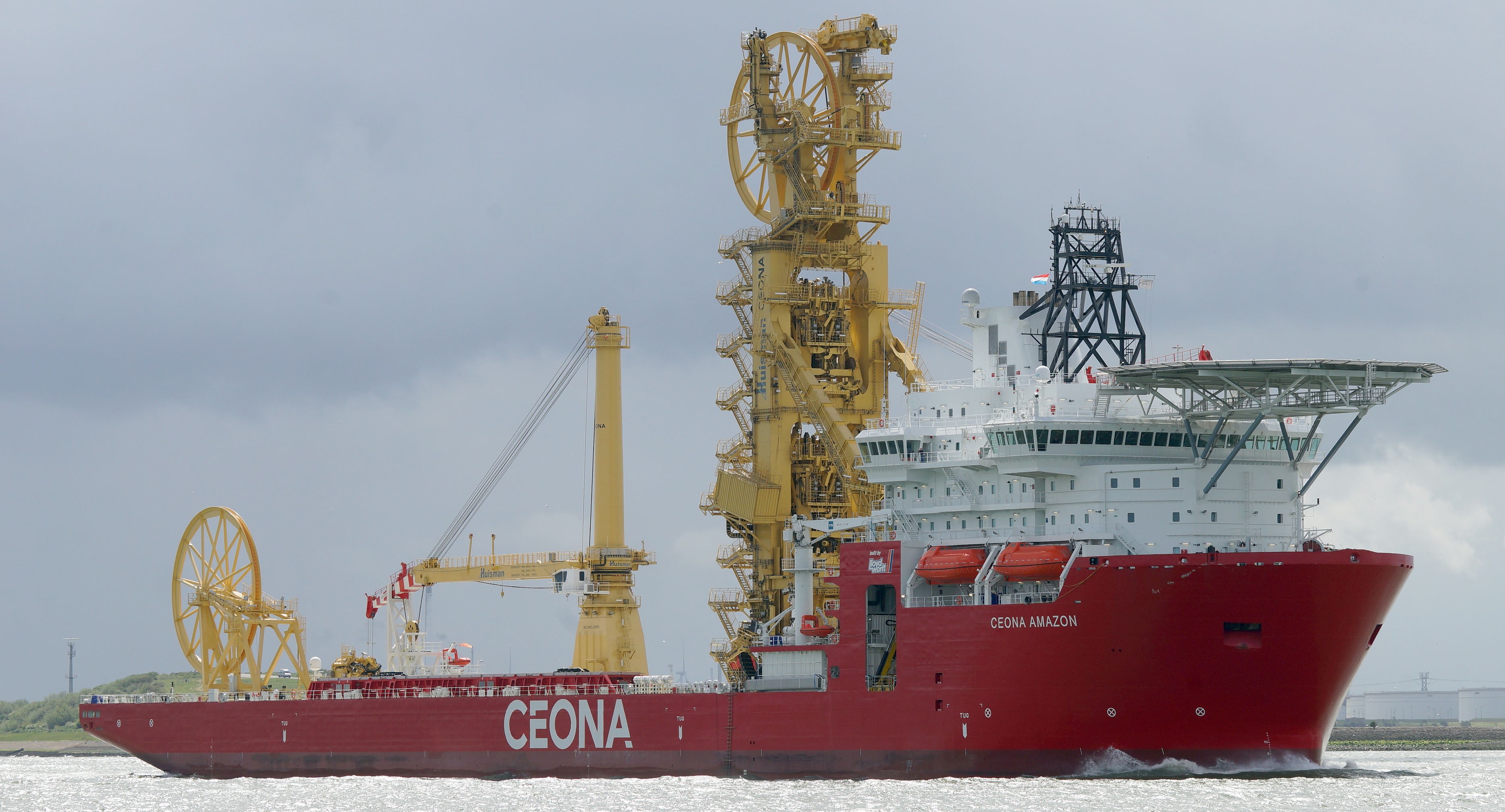
Ceona Amazon
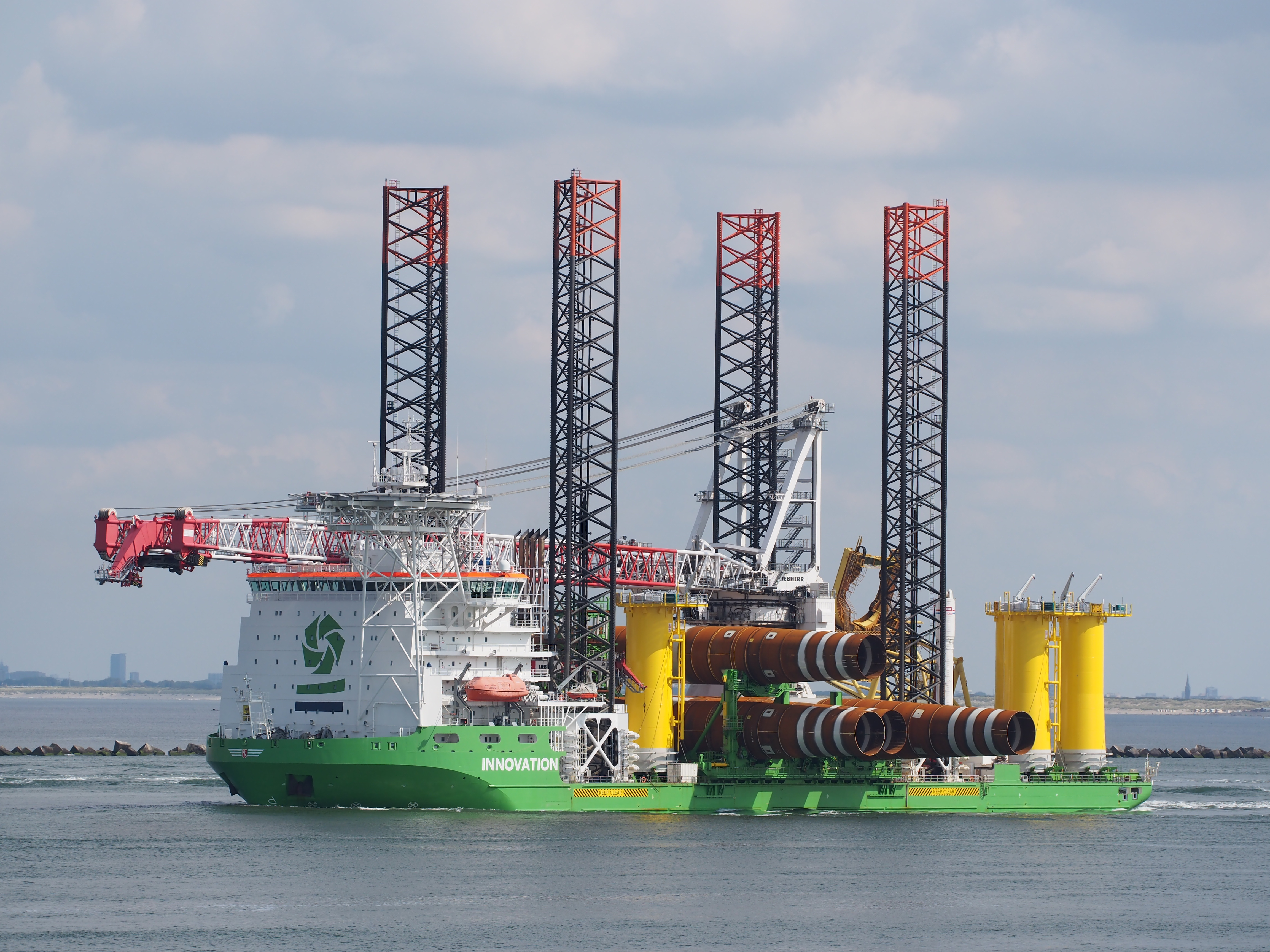
Innovation
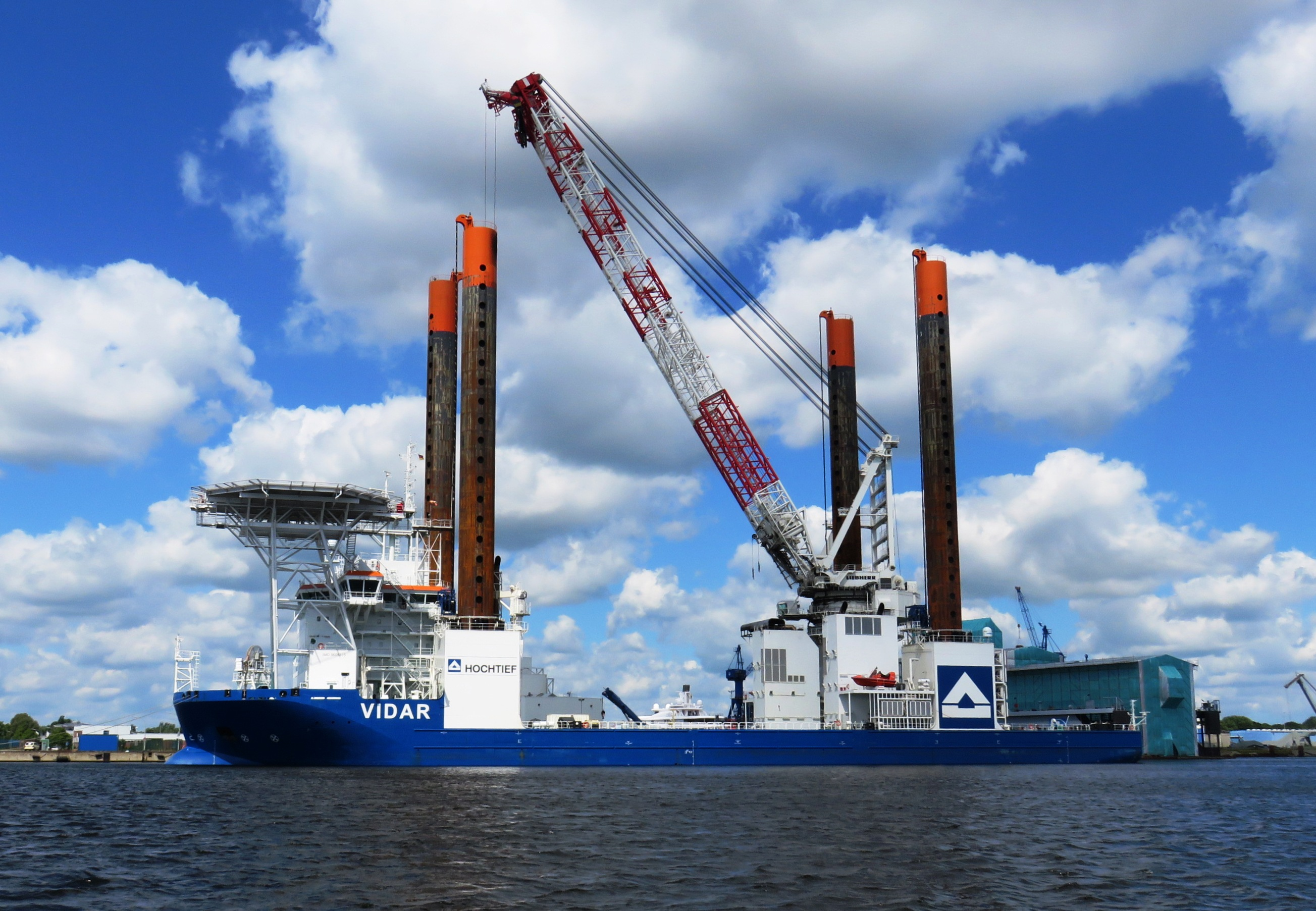
Vidar
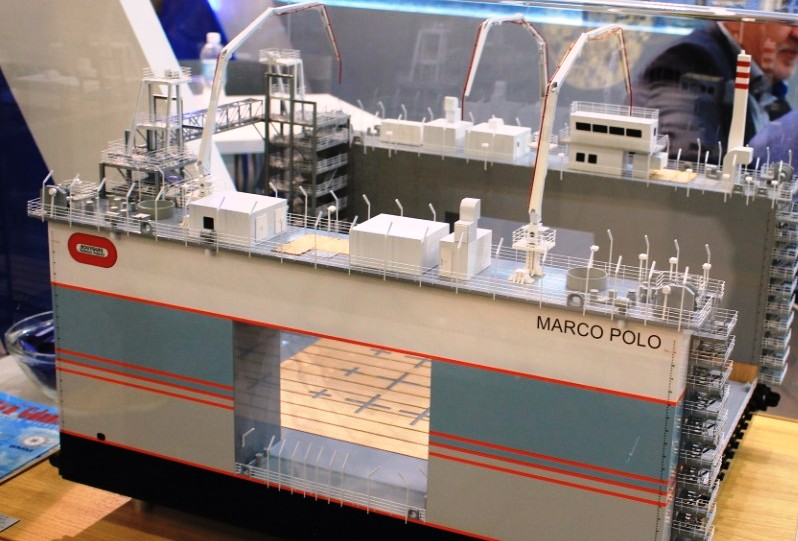
Modell des Schwimmdocks Marco Polo